# Beit Fajjar
Beit Fajjar, en arabe : بيت فجّار, est une ville du gouvernorat de Bethléem en Palestine, située à 8 km au sud de Bethléem, en Cisjordanie.
Selon le recensement du bureau central palestinien des statistiques, la localité compte une population de 13 520 habitants en 2017.